# Gary Natale
Gary Natale (* 24. April 1962) ist ein ehemaliger kanadischer Snookerspieler, der zwischen 1990 und 1999 für insgesamt sechs Saisons Profispieler war. In dieser Zeit erreichte er die Runde der letzten 32 der UK Championship 1990 und Rang 81 der Snookerweltrangliste.

## Karriere
1986 gewann Natale die kanadische Snooker-Meisterschaft. Daraufhin durfte er an der Amateurweltmeisterschaft desselben Jahres teilnehmen, schied aber in der Gruppenphase aus. 1989 erreichte er erneut das Endspiel der kanadischen Meisterschaft, unterlag aber Tom Finstad. Neben Finstad durfte Natale als kanadischer Teilnehmer erneut an der Amateurweltmeisterschaft teilnehmen, wo er diesmal bis ins Viertelfinale kam, dort aber gegen Jonathan Birch verlor. Kurz danach musste er mit den Professional Play-offs 1990 eine Art Tauglichkeitsprüfung für die Profitour absolvieren, die Natale nach bereits zwei Siegen mit einem entscheidenden Sieg über seinen Landsmann Jim Bear erfolgreich absolvierte. Deshalb wurde er zur Saison 1990/91 Profispieler.
Natales erste Profisaison war von Niederlagen in Turnierqualifikationen geprägt, auch wenn er bei der UK Championship und bei den British Open die Hauptrunde erreichte. Dadurch belegte er Rang 81 der Snookerweltrangliste. Da er in der nächsten Saison lediglich beim Dubai Classic in die Hauptrunde einziehen konnte, rutschte er auf Platz 102 ab. Danach zog er sich weitgehend vom Profi-Snooker zurück. Abgestürzt auf Platz 536, verlor Natale Mitte 1996 die Spielberechtigung für die Profitour. Zur Saison 1998/99 wagte Natale ein Comeback, welches er mangels Erfolgen nach einer Saison wieder beendete.

## Erfolge
| Ausgang         | Jahr | Turnier                          | Finalgegner | Ergebnis  |
| --------------- | ---- | -------------------------------- | ----------- | --------- |
| Amateurturniere |      |                                  |             |           |
| Sieger          | 1986 | Kanadische Snooker-Meisterschaft | Larry Firth | 7:4       |
| Zweiter         | 1989 | Kanadische Snooker-Meisterschaft | Tom Finstad | unbekannt |
| Sieger          | 1990 | Professional Play-offs           | Jim Bear    | 10:6      |